# Discocapnos mundtii
Discocapnos mundtii là một loài thực vật có hoa trong họ Anh túc. Loài này được Cham. & Schltdl. mô tả khoa học đầu tiên năm 1826.